# Батурин, Андрей Григорьевич
Андре́й Григо́рьевич Бату́рин (род. 29 июля 1965, Балашиха, Московская область) — российский журналист, телеведущий. Наибольшую известность получил как ведущий информационных передач «Новости» и «Время» на «Первом канале» (ОРТ). В дальнейшем занимал руководящие должности в компаниях «Росгосстрах» и «Стройгазмонтаж», в футбольном клубе «Динамо» и в Музее Победы.

## Биография
В 1987 году окончил международное отделение факультета журналистики МГУ.
В июле 1987 года пришёл в агентство АПН (позже — РИА «Новости»), где прошел путь от редактора Главной редакции периодических изданий до политического обозревателя. Освещал события, связанные с войнами на Балканах.

### Телевидение
С 1997 года работал на телевидении. Руководил отделом политики «Телевизионной службы новостей» на канале ТВ-6. В 1999 году — специальный корреспондент ТСН в Югославии, освещал начало бомбардировок страны.
С декабря 1999 по июнь 2007 года работал на «Первом канале», куда перешёл сразу после отказа от сотрудничества ТСН с ТВ-6. Сначала работал комментатором и корреспондентом Дирекции информационных программ ОАО «ОРТ», в мае 2000 года во время командировки в Чечню получил ранение. Андрей Батурин специализировался как на освещении военных конфликтов, так и на освещении политических встреч. Готовил репортажи из стран бывшей Югославии.
Дебют Батурина в качестве телеведущего новостей состоялся летом 2001 года в программе «Ночные новости». 11 сентября 2001 года, в день серии террористических актов в США, работал ведущим специальных выпусков новостей. С сентября 2001 по май 2007 года он вёл программы «Новости», «Время», «Воскресное Время» и «Ночное время» на «Первом канале».
9 мая 2003 и 2004 годов комментировал (в паре с Владимиром Соловьёвым) в прямом эфире «Первого канала» и «России» военные парады на Красной площади, посвящённые 58-й и 59-й годовщине Победы в Великой Отечественной войне 1941—1945 годов.
Последний эфир программы «Время» в качестве ведущего провёл 26 мая 2007 года.
С 6 октября 2007 по 17 октября 2015 года вёл программу «Страховое время», созданную при поддержке Росгосстраха, на канале «Вести» (позже — «Россия-24»).
С сентября 2008 по декабрь 2009 года вёл дискуссионную программу «Сенат» на телеканале «Россия», в которой принимали участие члены верхней палаты парламента в лице Совета Федерации (сменил на этом месте Александра Любимова). С 7 августа 2010 по 10 мая 2014 года был ведущим познавательной программы о сельском хозяйстве «Сельское утро» на телеканале «Россия-1».

### Бизнес
В июне 2007 года покинул «Первый канал» и перешёл работать в Росгосстрах. В должности вице-президента курировал в компании связи с общественностью и СМИ.
С ноября 2009 года — заместитель Генерального директора по связям с общественностью ООО «Стройгазмонтаж». Официальный представитель Аркадия и Бориса Ротенбергов.
В ноябре 2013 года Батурин сменил Константина Выборнова на посту главы департамента по связям с общественностью московского футбольного клуба «Динамо», где работал до августа 2015 года.
С мая 2022 года — директор музея «Г.О.Р.А.» («Главные оружейные реликвии армии»), входящего в состав Музея Победы. С июня 2023 года — также руководитель проекта «Парк Победы. Главный патриотический».
Лауреат национальной премии в области развития общественных связей «Серебряный лучник» (2008), трижды становился лауреатом премии «Медиа-менеджер года» (2008, 2010, 2014), неоднократно входил в «1000 лучших менеджеров России» в рейтинге газеты «Коммерсантъ».

### Семья
Разведён дважды, имеет троих сыновей.